# پرزیدنته

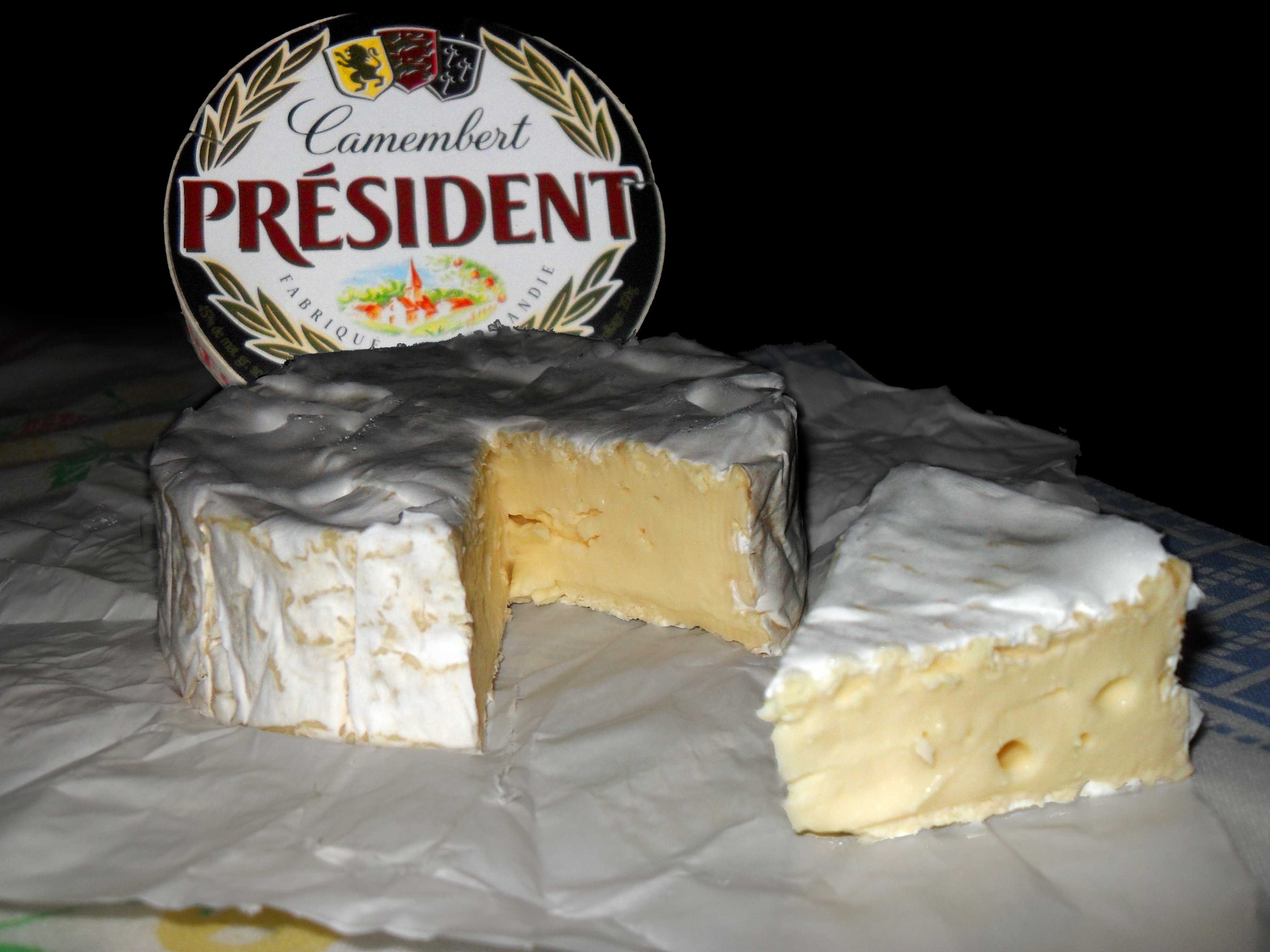
پنیر فرانسوی محصول شرکت پرزیدنته

پرزیدنته (انگلیسی: Président) شرکت صنایع غذایی فرانسوی است، که در سال ۱۹۶۸ تأسیس شد.